# Катаро-косовские отношения
Косовско-катарские отношения — двусторонние дипломатические отношения между частично признанным государством Республикой Косово и Катаром. 17 февраля 2008 года парламент Косова объявил в одностороннем порядке о независимости от Сербии, и Катар признал её 7 января 2011 года. У обеих стран хорошие и дружеские отношения.

## История
Случай с Косовской войной обсуждался членами Организации исламского сотрудничества в Катаре в 1998 году. 7 января 2011 года Катар стал 73-й страной, официально признавшей независимость Косово. Почти в то же время Катар проголосовал за членство Косово во Всемирном банке. В мае 2015 года заместитель министра иностранных дел Косово Петрит Селими посетил Катар, где обсудил с катарскими чиновниками существующие возможности для дальнейшего сотрудничества в таких областях, как экономика и образование. Некоторые косовские молодые люди работают в Катаре, в основном в сфере услуг, их привлекают хорошие рабочие места и высокие зарплаты. Это вызвало обеспокоенность некоторых членов общества Косово проблемой эксплуатации молодых работников в незаконной деятельности.